# I. e. 25. század
| Évezredek i.e. | 10. | 9. | 8. | 7. | 6. | 5. | 4. | 3. | 2. | 1. | Időszámítás kezdete | 1. | 2. | 3. | 4. | 5. | 6. | 7. | 8. | 9. | 10. | Évezredek i.sz. |

## Események
- Harappa-kultúra Indiában.
- Az elámi állam kialakulása.

## Találmányok, felfedezések
- Küllős kerék használata a Közel-Keleten.